# Heinrich Eduard Miesen
Heinrich Eduard Miesen, auch Heinrich Eduard vom Holt (* 2. Oktober 1913 in Köln-Nippes; † 4. August 1947 ebenda) war ein deutscher Redakteur, Auslandsreporter, christlicher Gegner des Nationalsozialismus, Häftling im KZ Dachau und Verlagsleiter sowie Schriftsteller.

## Leben
Miesen entstammte der katholisch geprägten Familie eines Beamten. Nach dem Besuch der Volksschule legte er am Realgymnasium sein Abitur ab. Während seiner Schulzeit trat er in den Bund Neudeutschland ein. Danach studierte er an der Universität Köln Medizin, gleichzeitig auch Philosophie, Geschichte und Germanistik. Mit der Machtübertragung an die  NSDAP wurde sein Berufswunsch illusorisch: Der seit Kindheitstagen Herzasthmakranke hätte im NS-Staat nicht als Arzt tätig sein dürfen. Miesen promovierte schließlich 1938 an der Philosophischen Fakultät über Das Problem des Selbstverständnisses in der Philosophie Friedrich Nietzsches. Bereits während seines Studiums arbeitete er als Volontär für die überregionale Kölnische Volkszeitung und wurde dort später als Feuilletonredakteur angestellt. Diese Zeitung musste ihr Erscheinen einstellen, als auch die Presse von den NS-Behörden gleichgeschaltet wurde. Heinrich Eduard Miesen hatte sich mittlerweile das Pseudonym von Holt zugelegt, fand eine Anstellung als Auslandsreporter für die Niederlande, Polen und die Ukraine beim Westdeutschen Beobachter. Weil er aus seiner Gegnerschaft zum Nationalsozialismus keinen Hehl machte und sein tatkräftiger Einsatz zur Verteidigung jüdischer Mitbürger der Gestapo bekannt wurde, ist er in der Nacht zum 10. November 1938 in „Schutzhaft“ genommen und in das berüchtigte EL-DE-Haus am Kölner Appellhofplatz eingeliefert worden.

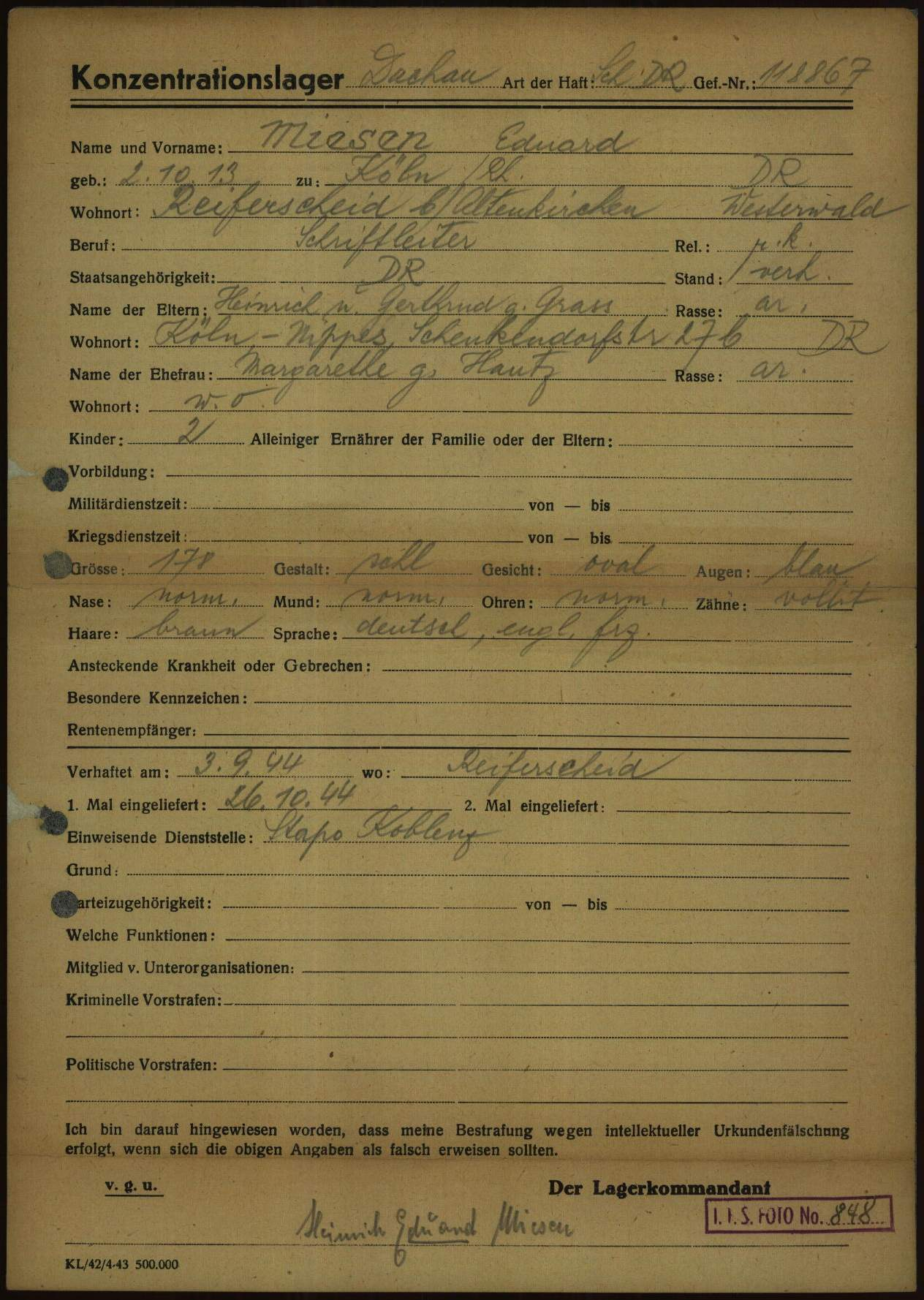
Anmeldeformular von Heinrich Eduard Miesen als Gefangener in nationalsozialistischen Konzentrationslager Dachau

Im April 1944 schrieb er erste Teile seines Buches Weltfahrt ins Herz. Tagebuch eines Arztes. Mit seiner Frau Margarete, geb. Hautz, und seinen beiden Kindern Ingrid und Karl-Jürgen (seine Tochter Ruth ist erst 1946 geboren) hatte er nach der Ausbombung in Köln in Reiferscheid (Westerwald) bei einem Bauern Unterschlupf gefunden. Dieser Bauer war es auch, der Gespräche der Eheleute Miesen abhörte und an die örtliche Polizeibehörde weitergab. Am 3. September 1944 wurde Heinrich Eduard Miesen  im Rahmen der Aktion Gitter  verhaftet und im Gefängnis des ehemaligen Karmeliterklosters in Koblenz gefoltert. Unter dem haltlosen Vorwurf der Zusammenarbeit mit den Attentätern des 20. Juli wurde er ins KZ Dachau deportiert und erhielt die Häftlingsnummer 118.867. Am 29. April 1945 wurde er aus dem Konzentrationslager befreit.
Als die NS-Herrschaft beseitigt war, arbeitete er als Schriftleiter für die Lagerzeitung Der Antifaschist. Nun erweiterte er auch sein Werk, das Buch eines Arztes um seine Haft-Erfahrungen im Konzentrationslager. Von Holt alias Miesen wurde Lizenzträger, Verlagsleiter und Cheflektor des Kölner Balduin-Pick-Verlages, in dem er auch sein Buch veröffentlichte. Sogar eine Übersetzung ins Japanische erschien 1950. Sein chronisches Herzleiden, verschlimmert durch die Haftzeit, hatte bereits im August 1947 zu seinem Tod geführt.
Im Rahmen des Projektes „Namen statt Nummern“ wurde Heinrich Eduard Miesen 2011 von seiner ältesten Urenkelin Julia Zimmermann (geb. 1992 in Köln) auf dem Gelände des ehemaligen Konzentrationslagers Dachau vorgestellt und in das Gedächtnisbuch, das sich dort in der ev. Kirche befindet, aufgenommen.

## Veröffentlichungen
- Das Problem des Selbstverständnisses in der Philosophie Friedrich Nietzsches, Würzburg-Aumühle : Triltsch, 1938
- Weltfahrt ins Herz. Tagebuch eines Arztes / Heinrich Eduard Vom Holt, Köln : Pick 1947